# Bouyei (Sprache)
Bouyei (auch Buyei oder Buyi geschrieben) ist die Muttersprache des in China ansässigen gleichnamigen Bouyei-Volkes. Es gehört zur Gruppe der nördlichen Tai-Sprachen innerhalb Tai-Kadai-Sprachfamilie und ist eine tonale Sprache.
Bouyei und die nördlichen Zhuang-Dialekte bilden ein Dialektkontinuum. Die Unterscheidung zwischen Zhuang und Bouyei ist eher administrativer als linguistischer Art. Der Glottolog geht zudem davon aus, dass es sich bei Bouyei und dem im Norden Vietnams verbreiteten Yay (auch Giáy oder Nhang) um Varianten bzw. verschiedene Bezeichnungen derselben Sprache handelt.

## Verbreitung

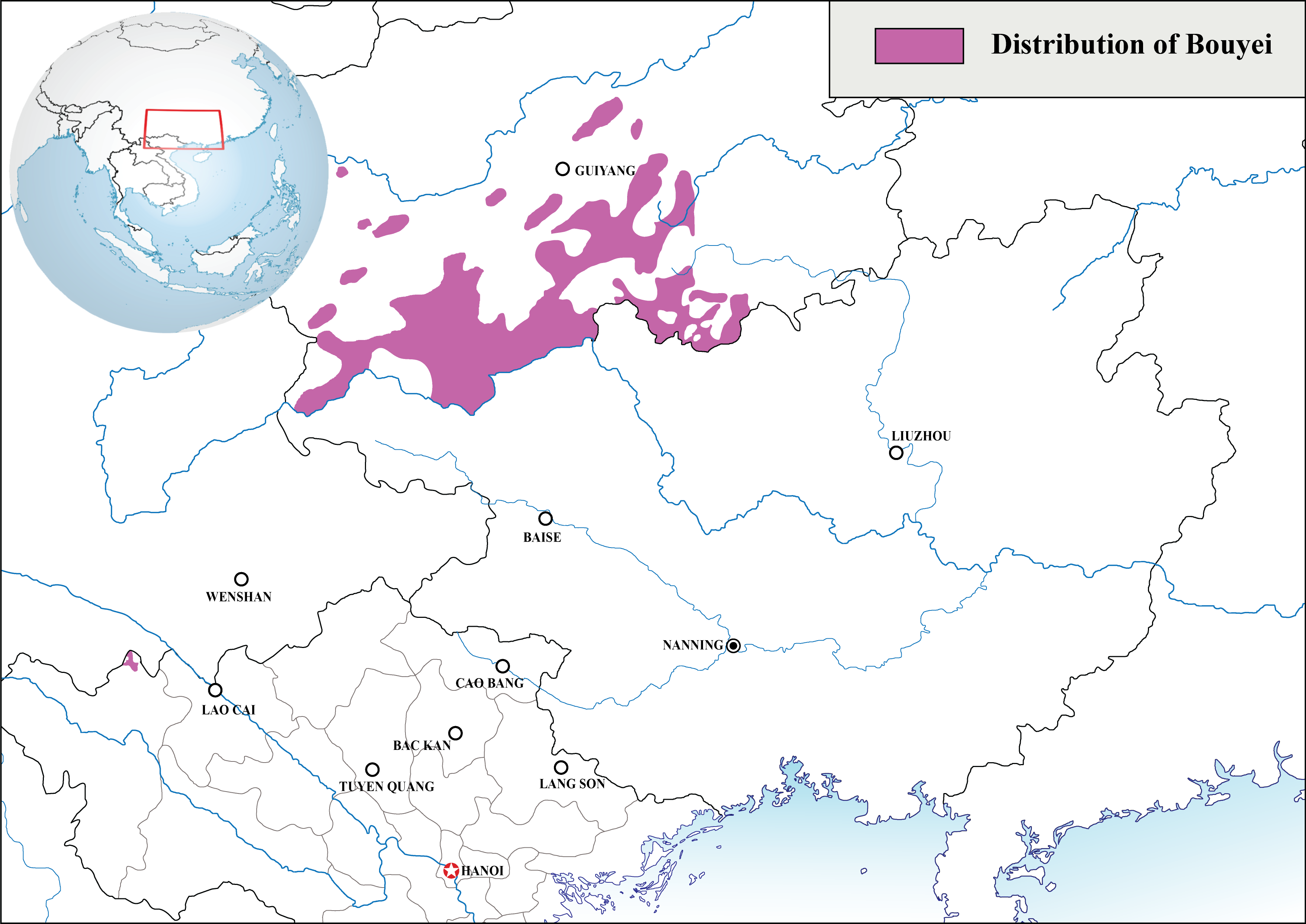
Geographische Verbreitung von Bouyei und Giay in der Provinz Guizhou (China) und Nordwest-Vietnam

Bouyei wird heute noch von etwa 78,6 % der Angehörigen des gleichnamigen Volkes gesprochen.
Die Bouyei verteilen sich vornehmlich auf die Provinz Guizhou. Zwei kleinere Bouyei-Gruppen im Autonomen Bezirk Qiannan sprechen eigene, besondere Sprachen, die beide zwar ebenfalls zu den Tai-Kadai-Sprachen gehören, aber dem Kam-Sui-Zweig zugeordnet werden:
- Mak (莫家話) über 10.000 Sprecher;
- Ai-Cham (戛木話 auch 唉查么語) weniger als 3.000 Sprecher.

Alle anderen Bouyei haben sich vollständig an das Chinesische assimiliert.
In Vietnam gab es bei der Volkszählung 2009 über 58.000 Giáy. Diese stammen mutmaßlich von Bouyei ab, die Mitte des 19. Jahrhunderts aus Guizhou ausgewandert sind. Die „Yay“-Sprache wurde 1965 vom amerikanischen Linguisten William J. Gedney beschrieben.

## Phonologie und Rechtschreibung
In den 1950er Jahren wurde von Sprachwissenschaftlern eine Bouyei-Schriftsprache auf Grundlage des lateinischen Alphabets und angelehnt an die offizielle Transkription für das Chinesische, Pinyin, geschaffen. 
Die Töne werden durch zusätzliche Konsonantbuchstaben (c, f, h, j, l, q, s, t, x, y, z) am Silbenende ausgedrückt.

## Beispiele
Zahlwörter:
| 1   | 2             | 3     | 4   | 5   | 6    | 7    | 8     | 9   | 10  | 100 | 1000  | 10 000 |
| idt | soongl / ngih | saaml | sis | hac | rogt | xadt | beedt | guz | xib | bas | xianl | faanh  |